# Chamberlin (månekrater)
Chamberlin er et nedslagskrater på Månen. Det befinder sig på Månens bagside, lige bag den sydøstlige rand, og er opkaldt efter den amerikanske geolog Thomas C. Chamberlin (1802 – 1860).
Navnet blev officielt tildelt af den Internationale Astronomiske Union (IAU) i 1970. 

## Omgivelser
Chamberlinkrateret ligger sydøst for Jeanskrateret, og Moultonkrateret er forbundet med dets sydøstlige rand. 

## Karakteristika
Krateret ligger i en del af måneoverfladen, som har fået en ny overflade, hvilket har betydet mørkt tonede kraterbunde. Den ydre rand af krateret har en noget irregulær form med udadgående buler mod øst og sydøst. Den sydlige randen er delvis brudt sammen og sluttet sammen med den nordvestlige rand af Moultonkrateret. Chamberlins kraterbund er som nævnt blevet oversvømmet af basaltisk lava, som har medført en næsten flad overflade med lavere albedo end den typiske måneoverflade. Ellers har kraterbunden ikke landskabstræk af interesse og er kun mærket af få småkratere.

## Satellitkratere
De kratere, som kaldes satellitter, er små kratere beliggende i eller nær hovedkrateret. Deres dannelse er sædvanligvis sket uafhængigt af dette, men de får samme navn som hovedkrateret med tilføjelse af et stort bogstav. På kort over Månen er det en konvention at identificere dem ved at placere dette bogstav på den side af satellitkraterets midte, som ligger nærmest hovedkrateret. Chamberlinkrateret har følgende satellitkratere:
| Chamberlin | Længde  | Bredde   | Diameter |
| ---------- | ------- | -------- | -------- |
| D          | 57,5° S | 102,1° Ø | 21 km    |
| H          | 59,8° S | 99,9° Ø  | 27 km    |
| R          | 60,0° S | 92,3° Ø  | 38 km    |

## Måneatlas
- Billeder af Chamberlinkrateret i LPI-måneatlasset